# 坂口ふみ
坂口 ふみ（さかぐち ふみ、1933年 - ）は、日本の宗教・哲学研究者、東北大学名誉教授。

## 来歴
東京生まれ。東京都立三田高等学校卒、1957年東京大学教養学部ドイツ科卒、同大学院人文科学研究科比較文学比較文化修士課程修了。ミュンヘン大学にてPh.D.取得。1972年東京大学教養学部助教授（ドイツ語）、1984年東北大学教養部教授、1997年定年退官、名誉教授、清泉女子大学教授、2004年退任。

## 著書
- 『<個>の誕生 キリスト教教理をつくった人びと』岩波書店 1996、岩波現代文庫 2023
- 『信の構造 キリスト教の愛の教理とそのゆくえ』岩波書店 2008
- 『天使とボナヴェントゥラ ヨーロッパ13世紀の思想劇』岩波書店 2009
- 『ヘラクレイトスの仲間たち　人でつむぐ思想史1』ぷねうま舎、2012
- 『ゴルギアスからキケロへ　人でつむぐ思想史2』ぷねうま舎、2013

### 共編
- 『宗教への問い』全5巻 西谷修、小林康夫、中沢新一と編集委員、岩波書店、2000

### 翻訳
- エルンスト・カッシーラー『象徴形式の哲学 1 言語』生松敬三・塚本明子と共訳 竹内書店 1972